# Tortilla payesa
La tortilla payesa es una tortilla similar a la tortilla paisana muy popular en la cocina de gironense. Se trata de una tortilla que en su base es similar a la tortilla de patatas, pero a la que se le añaden algunas hortalizas como son pimiento (generalmente rojo), tomate, a veces guisantes, etc. Por regla general posee ingredientes vegetales. Se sirve como una tortilla acompañamiento de otros platos y en la actualidad es servida en porciones para que acompañe a bebidas, en formato de tapas. Se puede servir fría o caliente. A veces, con el objeto de decorar el plato se suele servir con pimientos de una escalivada. 